# Thomas Crisp
Thomas Crisp (Lowestoft, 28 aprile 1876 – Mare del Nord, 15 agosto 1917) è stato un militare e marinaio inglese, insignito della Victoria Cross alla memoria nel corso della prima guerra mondiale quando la sua nave fu affondata da un sommergibile tedesco. La sua impresa fu letta ad alta voce da David Lloyd George nelle Camere del Parlamento e fece notizia per quasi una settimana. La sua morte fu utilizzata dal governo per rafforzare il morale durante alcuni dei giorni più duri della prima guerra mondiale per la Gran Bretagna, alla fine del 1917, durante i quali la subì pesanti perdite nella battaglia di Passchendaele.

## Biografia
Nacque a Lowestoft il 28 aprile 1876, all'interno di una famiglia di carpentieri navali e pescatori, uno dei sette figli, cinque maschi e due femmine, di William e Mary Anne Patterson. Studiò alla Baptist School e poi alla St John's National School, che era molto vicina al mare e che lui desiderava ardentemente lasciare.  Marinava continuamente la scuola tanto che costrinse il padre a ritirarlo e a iscriverlo alla British School di London Road.
Dopo aver lasciato la scuola, il suo primo viaggio in mare fu su un drifter di Lowestoft lungo la costa occidentale della Gran Bretagna. Dopo quattro anni di pesca di aringhe e sgombri, decise di dedicarsi alla pesca a strascico e presto divenne terzo marinaio su una barca a vela di Lowestoft. Entrò poi nell'equipaggio del piroscafo  SS Mobile sulla rotta Londra-New York, raggiungendo la qualifica di  quartiermastro e compiendo diversi viaggi transatlantici. Lo SS Mobile per poco non affondò a seguito di una collisione.
Nel 1895, all'età di 19 anni, incontrò e sposò Harriet Elizabeth Alp e si stabilì con lei al 48 di Staithe Road a Burgh St. Peter vicino a Lowestoft, dove ebbero due figli e una figlia, tra cui Thomas Crisp Jr, che sarebbe stato con suo padre il giorno in cui fu insignito della Victoria Cross. Affermatosi come pescatore, ottenne la qualifica di secondo e poi di skipper, che gli consentì di comandare un peschereccio. Nel 1902 fu assunto da Chambers, una delle più grandi famiglie di proprietari di barche di Lowestoft, per far parte dell'equipaggio e poi diventare capitano del loro ketch George Borrow, a bordo del quale rimase per tredici anni. Nel 1907 la famiglia si trasferì a Lowestoft mentre egli continuò il suo lavoro in mare, dimostrandosi uno dei capitani di pesca più popolari di Lowestoft e raggiunto sul suo ketch da suo figlio nel 1913.
Quando scoppiò la prima guerra mondiale nel luglio del 1914, era in mare, ed ignaro dello scoppio della guerra, rimase nel Mare del Nord per diversi giorni e, al suo ritorno, fu sorpreso di apprendere che i sottomarini nemici erano attesi al largo del porto da un momento all'altro. Quando questa minaccia non si materializzò, ritornò a pescare, considerato troppo vecchio per il servizio militare e operando in un'occupazione vitale per le scorte alimentari della Gran Bretagna. Alla fine di settembre, il George Borrow incrociò gli incrociatori Aboukir, Hogue e Cressy poco prima che venissero tutti affondati, con oltre mille vittime, dal sottomarino tedesco U-9. Suo figlio Tom Crisp Jr. scrisse in seguito di aver trovato corpi nelle loro reti da pesca per settimane dopo la tragedia.
All'inizio del 1915, suo figlio lasciò la nave per arruolarsi nella Royal Navy. Poche settimane dopo, la minaccia degli U-Boot attesa da mesi arrivò, quando i sottomarini emersero tra le flotte pescherecce indifese e usarono la dinamite per distruggerne decine dopo aver fatto salire gli equipaggi su piccole imbarcazioni. Questa offensiva faceva parte di una più ampia strategia tedesca per privare la Gran Bretagna delle scorte alimentari e causò un pesante tributo alle flotte pescherecce del Mare del Nord. Il George Borrow fu  affondato nel mese di agosto lungo la costa di Cromer tramite una bomba ad orologeria, ma non e certo che egli fosse a bordo in quel momento. Mentre lavorava temporaneamente in una fabbrica di reti dopo la perdita della sua nave, fu individuato da un ufficiale della Royal Navy che reclutava esperti capitani locali per comandare una flottiglia di minuscoli pescherecci, che dovevano essere armati segretamente. Le imbarcazioni dovevano essere pescherecci da lavoro dotati di un piccolo pezzo di artiglieria con cui affondare i sottomarini nemici mentre gli emergevano accanto. In questo modo si sperava che avrebbero protetto le flotte pescherecce senza distogliere grandi risorse dalla flotta regolare, allo stesso modo delle Q-ship schierate nelle rotte marittime commerciali.

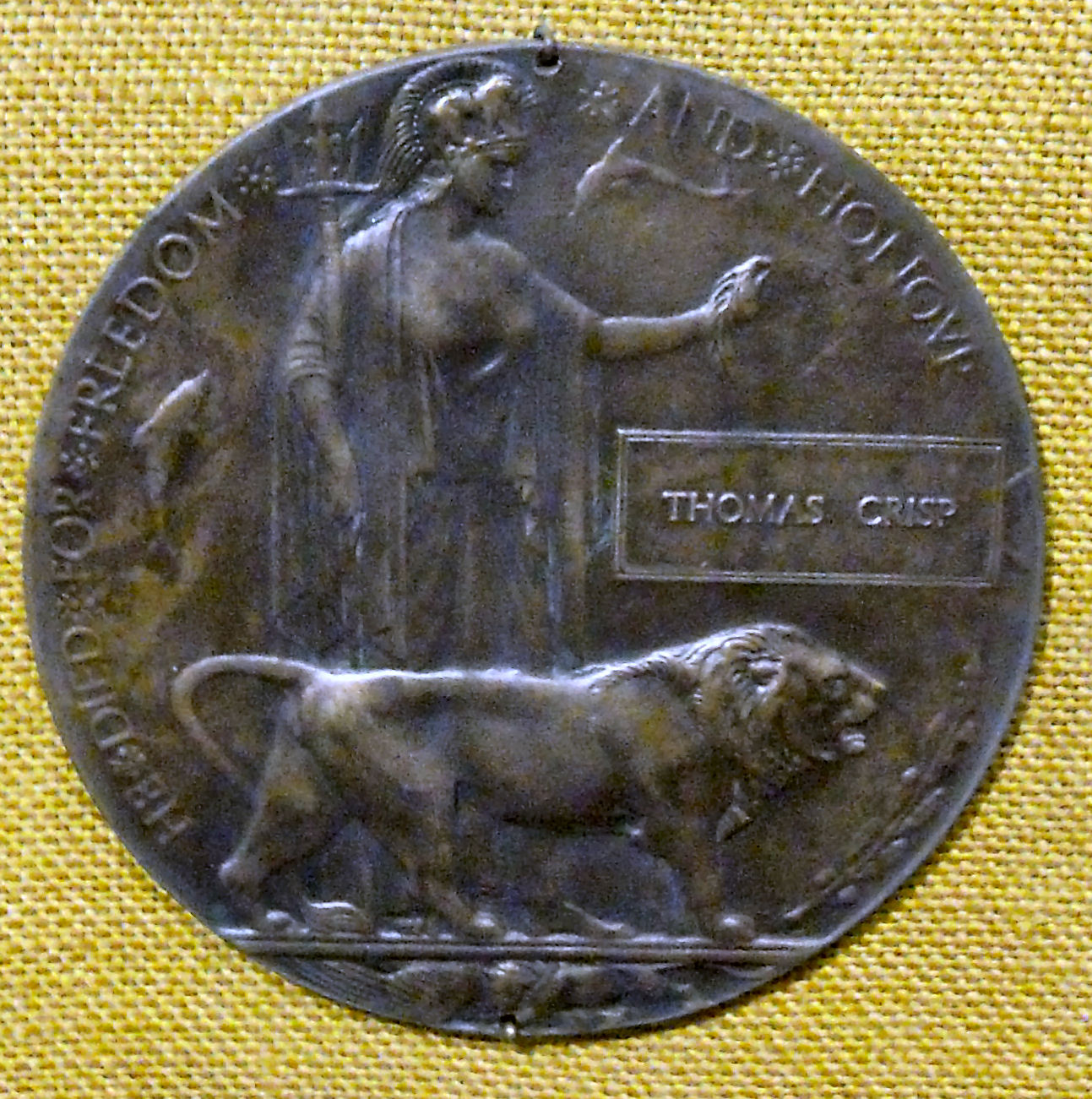
Placca commemorativa presso il Lowestoft Maritime Museum.

Accettando questa proposta, divenne prima un marinaio e, a metà del 1916, uno skipper nella Royal Naval Reserve, organizzando l'ingresso di suo figlio nell'equipaggio della sua nave, la HM Armed Smack l'll Try, armata con un cannone da 3 libbre. Il 1° febbraio 1917, nel Mare del Nord, la I'l'll Try ebbe il suo primo scontro con il nemico quando due sottomarini emersero vicino alla smack e al suo compagno, il più grande Boy Alfred. Nonostante l'attacco con siluri dei sottomarini, entrambe le smack colpirono le unità nemiche e le segnalarono come probabili affondamenti, sebbene i registri tedeschi del dopoguerra non mostrino alcun sottomarino perso in quella data. Entrambi gli skipper ricevettero la Distinguished Service Cross e un regalo di 200 sterline per questa azione, e a lui fu offerta una promozione e il trasferimento su una nave Q oceanica. Fu costretto a rifiutare questa offerta a causa della malattia improvvisa e terminale della moglie, che morì nel giugno 1917.

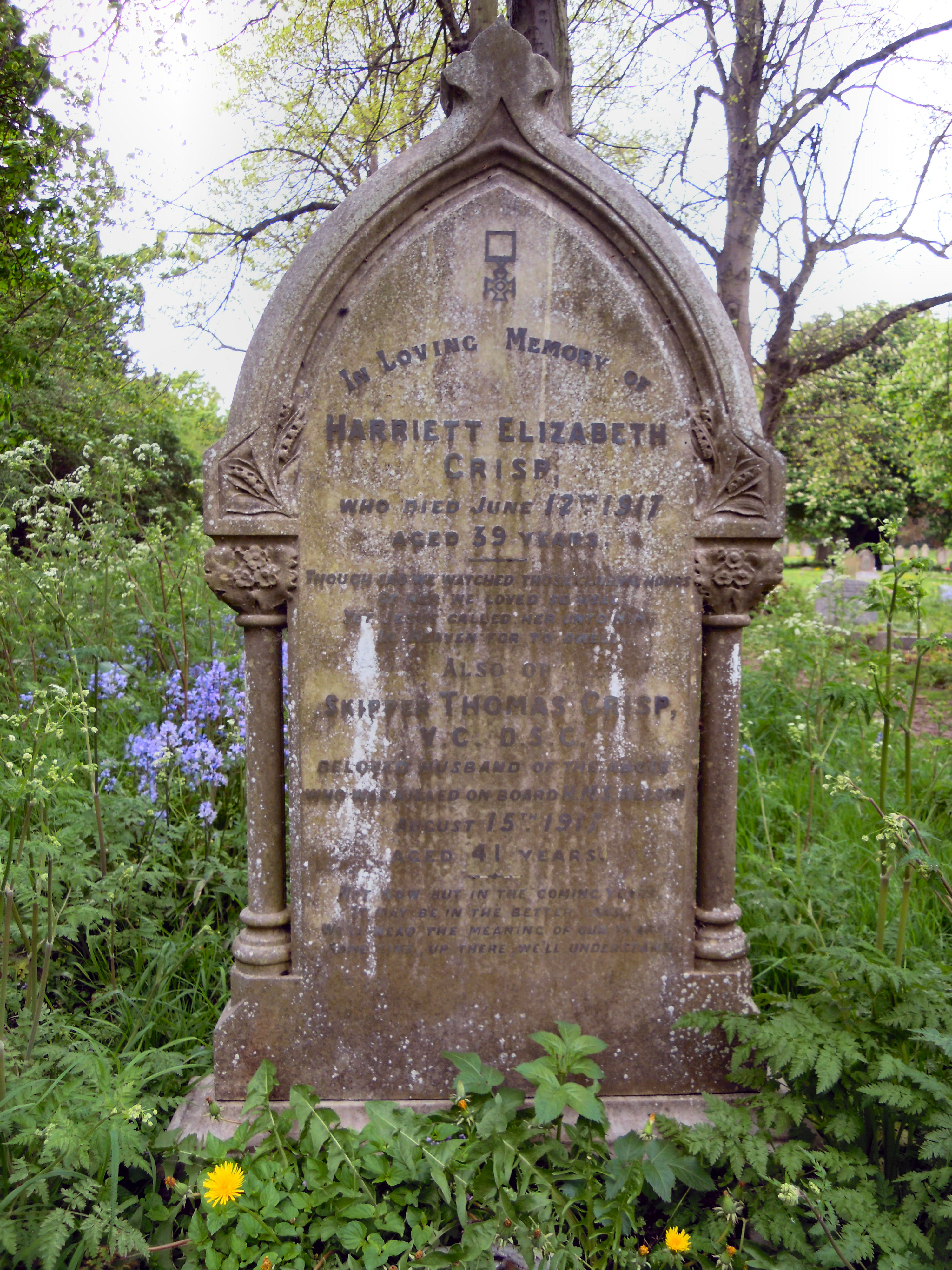
Il suo nome e commemorato sulla tomba della moglie nel cimitero di Lowestoft.

Nel mese di  luglio del 1917 la I'll Try fu ribattezzata Nelson e la Boy Alfred divenne Ethel & Millie, nel tentativo di mantenere la copertura. Le imbarcazioni continuarono a operare insieme e l'equipaggio della Nelson fu aumentato da due marinai regolari e un fuciliere dei Royal Marines, fornendo alla Nelson un equipaggio di dieci persone, inclusi lui e suo figlio. Le imbarcazioni salparono come di consueto il 15 agosto e catturarono una preda durante la mattinata prima di effettuare una perlustrazione vicino al Jim Howe Bank alla ricerca di nemici in crociera. Alle 14:30, lui avvistò un U-Boot tedesco in superficie a 5.500 metri di distanza. Anche l'U-Boot avvistò l'imbarcazione nemica e le due navi iniziarono a sparare contemporaneamente, con l'arma dell'U-Boot che mise a segno diversi colpi prima che quella della Nelson potesse essere utilizzata. A questo punto della guerra, i capitani dei sommergibili tedeschi erano a conoscenza delle tattiche delle navi civetta e non fermarono più le navi mercantili britanniche, preferendo affondarle da lontano con il fuoco dei cannoni.
Con una così grande disparità di armamento tra il cannone da 3 libbre dello smack e il cannone da 88 mm del sottomarino, lo scontro fu di breve durata, il sottomarino sparò otto colpi prima che il Nelson potesse avvicinarsi al suo avversario. Il quarto colpo sparato dall'U-Boot perforò lo smack e il settimo gli strappò entrambe le gambe. Chiedendo che i documenti riservati fossero gettati in mare,  dettò un messaggio da inviare tramite i quattro piccioni viaggiatori della Nelson che, come molte piccole navi dell'epoca, non possedeva un apparecchio radio. Il messaggio recitava: Nelson attaccato da un sottomarino. Capitano ucciso. Jim Howe Bank. Inviare assistenza immediatamente.
La nave che affondava fu abbandonata dai nove membri dell'equipaggio illesi, che tentarono di rimuovere il loro capitano, il quale ordinò di essere gettato in mare piuttosto che rallentarli. L'equipaggio si rifiutò di farlo, ma si rese conto di non essere in grado di spostarlo e lo lasciò lì dove giaceva. Morì tra le braccia di suo figlio pochi minuti dopo, e il suo corpo affondò con la Nelson.
I sopravvissuti del Nelson andarono alla deriva per quasi due giorni finché non arrivarono alla boa Jim Howe, dove furono salvati dalla nave di protezione della pesca Dryad. Un piccione di nome "Red Cock" aveva raggiunto le autorità di Lowestoft con la notizia della sorte delle imbarcazioni e aveva fatto sì che la Dryad fosse inviata alla ricerca di sopravvissuti.
Una commissione d'inchiesta elogiò l'equipaggio sopravvissuto e il loro capitano deceduto e autorizzò l'assegnazione postuma della Victoria Cross a Thomas Crisp e delle Distinguished Service Medal a suo figlio e a un altro membro dell'equipaggio. Il 29 ottobre 1917, David Lloyd George tenne un emozionante discorso alla Camera dei Comuni citando il sacrificio di Crisp come rappresentativo dell'impegno della Royal Navy "dalle gelide acque dell'Oceano Artico alle tempestose inondazioni di Magellano", che promosse Crisp a celebrità improvvisata la cui storia fu pubblicata su tutti i principali giornali londinesi per quasi una settimana, contenendo com'era una storia di sacrificio personale, devozione filiale e percepita barbarie tedesca. La consegna della medaglia fu fatta a suo figlio Tom Crisp Jr a Buckingham Palace il 19 dicembre 1917. Crisp è commemorato sulla lapide di sua moglie nel cimitero di Lowestoft.

### Annotazioni
1. ↑  L'identità del sottomarino coinvolto in questo attacco non è mai stata accertata con certezza, ma diverse fonti indicano lo UC-41 o lo UC-63. Nessun sottomarino tedesco sopravvissuto ha segnalato l'incidente nei propri diari di bordo.
2. ↑  Sebbene suo padre fosse proprietario di una fiorente azienda di costruzione di barche e potesse quindi permettersi un'istruzione per i suoi figli, Thomas non amava la scuola, mostrando invece una "netta preferenza per le avventure in banchina rispetto alla routine scolastica".
3. ↑  Le fonti contestano il numero di piccioni viaggiatori trasportati dal Nelson; Snelling afferma che ne furono liberati quattro, di cui uno arrivò a casa in tempo utile, mentre l'ufficio dei registri del Suffolk sostiene che ne fu trasportato a bordo solo uno.

### Fonti
1. 1 2 3  Snelling 2002, p. 175.
2. 1 2  Snelling 2002, p. 180.
3. 1 2 3 4 5 6 7 8 9 10 11 12 13 14 15 16 17 18 19 20  Victoria Cross Online.
4. ↑  Snelling 2002, p. 181.
5. 1 2  Snelling 2002, p. 182.
6. 1 2 3  Senseofplacesuffolk.
7. ↑  Snelling 2002, p. 183.
8. ↑  (EN) The London Gazette (PDF), n. 29997, 23 March 1917.
9. ↑  Snelling 2002, p. 177.
10. ↑  Snelling 2002, p. 178.
11. ↑  Winton 2016, p. 148.
12. ↑  Dunn 2021, p. 193.
13. ↑  (EN) The London Gazette (PDF), n. 31021, 20 November 1918.
14. ↑  (EN) The London Gazette (PDF), n. 30363, 30 October 1917.